# Rhynchogastrema coronatum
Rhynchogastrema coronatum är en svampart som beskrevs av B. Metzler & Oberw. 1989. Rhynchogastrema coronatum ingår i släktet Rhynchogastrema och familjen Rhynchogastremataceae.   Inga underarter finns listade i Catalogue of Life.